# Championnat de Russie de football de troisième division 2016-2017
Navigation
Édition précédente Édition suivante
La saison 2016-2017 de PFL est la vingt-cinquième édition de la troisième division russe. C'est la sixième édition à suivre un calendrier « automne-printemps » à cheval sur deux années civiles. Elle prend place du 20 juillet 2016 au 4 juin 2017.
Cinquante-huit clubs du pays sont divisés en cinq zones géographiques (Centre, Est, Ouest, Oural-Privoljié, Sud) contenant entre six et dix-sept équipes chacune, où ils s'affrontent deux à quatre fois, à domicile et à l'extérieur. En fin de saison, le dernier de chaque zone est relégué en quatrième division, tandis que le vainqueur de chaque zone est directement promu en deuxième division.

## Compétition

### Règlement
Le classement est établi sur le barème de points suivant : trois points pour une victoire, un pour un match nul et aucun pour une défaite. Pour départager les équipes à égalité de points, les critères suivants sont utilisés :
1. Nombre de matchs gagnés
2. Confrontations directes (points, matchs gagnés, différence de buts, buts marqués, buts marqués à l'extérieur)
3. Différence de buts générale
4. Buts marqués (général)
5. Buts marqués à l'extérieur (général)[1]

### Zone Centre

#### Participants
Légende des couleurs
- Promu de quatrième division

| Club                | D3 depuis | Classement 2015-2016 |
| ------------------- | --------- | -------------------- |
| Energomach Belgorod | 2015      | 2                    |
| FK Riazan           | 2010      | 3                    |
| Metallourg Lipetsk  | 2010      | 4                    |
| Avangard Koursk     | 2011      | 5                    |
| Zénith Penza        | 2010      | 7                    |
| FK Kalouga          | 2010      | 8                    |
| Dinamo Briansk      | 2013      | 9                    |
| Vitiaz Podolsk      | 2010      | 10                   |
| Tchertanovo Moscou  | 2014      | 11                   |
| Torpedo Moscou      | 2015      | 12                   |
| FK Orel             | 2008      | 13                   |
| Arsenal-2 Toula     | 2014      | 14                   |
| Saturn Ramenskoïe   | 2016      | Réinscription        |

#### Classement
| Rang | Équipe              | Pts | J  | G  | N  | P  | Bp | Bc | Diff |
| ---- | ------------------- | --- | -- | -- | -- | -- | -- | -- | ---- |
| 1    | Avangard Koursk     | 45  | 24 | 13 | 6  | 5  | 28 | 16 | +12  |
| 2    | Saturn Ramenskoïe P | 42  | 24 | 11 | 9  | 4  | 32 | 20 | +12  |
| 3    | Torpedo Moscou      | 42  | 24 | 11 | 9  | 4  | 36 | 19 | +17  |
| 4    | Energomach Belgorod | 41  | 24 | 12 | 5  | 7  | 47 | 24 | +23  |
| 5    | Vitiaz Podolsk      | 40  | 24 | 12 | 4  | 8  | 43 | 35 | +8   |
| 6    | Tchertanovo Moscou  | 34  | 24 | 9  | 7  | 8  | 36 | 33 | +3   |
| 7    | Metallourg Lipetsk  | 31  | 24 | 8  | 7  | 9  | 27 | 29 | -2   |
| 8    | FK Riazan           | 31  | 24 | 7  | 10 | 7  | 29 | 25 | +4   |
| 9    | Dinamo Briansk      | 30  | 24 | 8  | 6  | 10 | 22 | 19 | +3   |
| 10   | FK Kalouga          | 30  | 24 | 8  | 6  | 10 | 25 | 28 | -3   |
| 11   | Zénith Penza        | 27  | 24 | 7  | 6  | 11 | 31 | 43 | -12  |
| 12   | Arsenal-2 Toula     | 17  | 24 | 4  | 5  | 15 | 24 | 52 | -28  |
| 13   | FK Orel             | 15  | 24 | 3  | 6  | 15 | 13 | 50 | -37  |

Promotion en deuxième division
- 1er : promotion

Relégation en quatrième division
- 5e et 12e : rétrogradation
- 13e : abandon

Abréviations
- P : Promu de quatrième division

1. ↑  Le Vitiaz Podolsk refuse de renouveler sa licence professionnelle et est rétrogradé en quatrième division à l'issue de la saison.
2. ↑  L'équipe 2 de l'Arsenal Toula est dissoute à l'issue de la saison.
3. ↑  Le FK Orel abandonne le championnat le 15 mars 2017. Ses matchs restants sont comptés comme des défaites sur tapis vert sur le score de 3-0 en faveur de l'équipe adverse.

### Zone Est

#### Participants
Légende des couleurs
- Promu de quatrième division

| Club                         | D3 depuis | Classement 2015-2016 |
| ---------------------------- | --------- | -------------------- |
| Smena Komsomolsk-sur-l'Amour | 2002      | 1                    |
| Sakhaline Ioujno-Sakhalinsk  | 2015      | 2                    |
| FK Tchita                    | 2010      | 3                    |
| Dinamo Barnaoul              | 2014      | 4                    |
| Irtych Omsk                  | 2011      | 5                    |
| Zénith Irkoutsk              | 2016      | 1 (D4, Sibérie)      |

#### Classement
| Rang | Équipe                       | Pts | J  | G  | N | P  | Bp | Bc | Diff |
| ---- | ---------------------------- | --- | -- | -- | - | -- | -- | -- | ---- |
| 1    | FK Tchita                    | 46  | 20 | 15 | 1 | 4  | 36 | 14 | +22  |
| 2    | Dinamo Barnaoul              | 38  | 20 | 12 | 2 | 6  | 7  | 5  | +2   |
| 3    | Sakhaline Ioujno-Sakhalinsk  | 30  | 20 | 8  | 6 | 6  | 30 | 21 | +9   |
| 4    | Smena Komsomolsk-sur-l'Amour | 25  | 20 | 7  | 4 | 9  | 25 | 26 | -1   |
| 5    | Zénith Irkoutsk P            | 16  | 20 | 4  | 4 | 12 | 20 | 34 | -14  |
| 6    | Irtych Omsk                  | 15  | 20 | 4  | 3 | 13 | 18 | 36 | -18  |

Abréviations
- P : Promu de quatrième division

1. ↑  Le FK Tchita refuse d'être promu en deuxième division pour des raisons financières[2].

### Zone Ouest

#### Participants
Légende des couleurs
- Promu de quatrième division

| Club                           | D3 depuis | Classement 2015-2016 |
| ------------------------------ | --------- | -------------------- |
| FK Dolgoproudny                | 2012      | 2                    |
| Soliaris Moscou                | 2014      | 3                    |
| Tekstilchtchik Ivanovo         | 2007      | 4                    |
| Torpedo Vladimir               | 2013      | 5                    |
| Spartak Kostroma               | 1998      | 6                    |
| Dinamo Saint-Pétersbourg       | 2015      | 7                    |
| Pskov-747                      | 2008      | 8                    |
| Stroguino Moscou               | 2013      | 9                    |
| CRFSO Smolensk                 | 2009      | 10                   |
| Volga Tver                     | 2004      | 11                   |
| Znamia Trouda Orekhovo-Zouïevo | 2007      | 12                   |
| Domodedovo Moscou              | 2014      | 13                   |
| FK Kolomna                     | 2013      | 15                   |
| Dynamo-2 Moscou                | 2016      | Refondation          |

#### Classement
| Rang | Équipe                         | Pts | J  | G  | N  | P  | Bp | Bc | Diff |
| ---- | ------------------------------ | --- | -- | -- | -- | -- | -- | -- | ---- |
| 1    | Dinamo Saint-Pétersbourg       | 64  | 26 | 20 | 4  | 2  | 63 | 19 | +44  |
| 2    | FK Dolgoproudny                | 56  | 26 | 16 | 8  | 2  | 53 | 20 | +33  |
| 3    | Tekstilchtchik Ivanovo         | 52  | 26 | 15 | 7  | 4  | 49 | 23 | +26  |
| 4    | Dynamo-2 Moscou P              | 43  | 26 | 13 | 4  | 9  | 38 | 25 | +13  |
| 5    | Spartak Kostroma               | 43  | 26 | 11 | 10 | 5  | 39 | 22 | +17  |
| 6    | Soliaris Moscou                | 37  | 26 | 10 | 7  | 9  | 50 | 40 | +10  |
| 7    | Torpedo Vladimir               | 35  | 26 | 9  | 8  | 9  | 30 | 31 | -1   |
| 8    | Domodedovo Moscou              | 33  | 26 | 9  | 6  | 11 | 21 | 32 | -11  |
| 9    | CRFSO Smolensk                 | 29  | 26 | 6  | 11 | 9  | 35 | 37 | -2   |
| 10   | Pskov-747                      | 28  | 26 | 6  | 10 | 10 | 18 | 31 | -13  |
| 11   | Stroguino Moscou               | 23  | 26 | 5  | 8  | 13 | 18 | 42 | -24  |
| 12   | FK Kolomna                     | 21  | 26 | 4  | 9  | 13 | 19 | 43 | -24  |
| 13   | Znamia Trouda Orekhovo-Zouïevo | 16  | 26 | 4  | 4  | 18 | 15 | 47 | -32  |
| 14   | Volga Tver                     | 16  | 26 | 4  | 4  | 18 | 14 | 50 | -36  |

Promotion en deuxième division
- 1er : promotion

Relégation en quatrième division
- 4e, 5e, 8e et 14e : rétrogradation

Abréviations
- P : Promu de quatrième division

1. ↑  L'équipe 2 du Dynamo Moscou est transférée en championnat de jeunes pour la saison 2017-2018[3].
2. 1 2 3  Le Domodedovo Moscou, le Soliaris Moscou[4] et le Volga Tver se retirent de la compétition à l'issue de la saison.

### Zone Oural-Privoljié

#### Participants
Légende des couleurs
- Relégué de deuxième division

| Club                     | D3 depuis | Classement 2015-2016 |
| ------------------------ | --------- | -------------------- |
| Kamaz Naberejnye Tchelny | 2016      | 20 (D2)              |
| Zénith Ijevsk            | 2011      | 2                    |
| Olimpiets Nijni Novgorod | 2015      | 3                    |
| Syzran-2003              | 2011      | 4                    |
| FK Tcheliabinsk          | 1998      | 5                    |
| Volga Oulianovsk         | 2009      | 6                    |
| Nosta Novotroïtsk        | 2010      | 7                    |
| Lada Togliatti           | 2012      | 9                    |
| Dinamo Kirov             | 1999      | 10                   |

#### Classement
| Rang | Équipe                     | Pts | J  | G  | N | P  | Bp | Bc | Diff |
| ---- | -------------------------- | --- | -- | -- | - | -- | -- | -- | ---- |
| 1    | Olimpiets Nijni Novgorod   | 55  | 24 | 17 | 4 | 3  | 47 | 17 | +30  |
| 2    | Zénith Ijevsk              | 51  | 24 | 15 | 6 | 3  | 47 | 18 | +29  |
| 3    | FK Tcheliabinsk            | 39  | 24 | 12 | 3 | 9  | 37 | 21 | +16  |
| 4    | Syzran-2003                | 35  | 24 | 10 | 5 | 9  | 21 | 21 | 0    |
| 5    | Nosta Novotroïtsk          | 33  | 24 | 10 | 3 | 11 | 31 | 39 | -8   |
| 6    | Volga Oulianovsk           | 31  | 24 | 8  | 7 | 9  | 23 | 25 | -2   |
| 7    | Kamaz Naberejnye Tchelny R | 29  | 24 | 8  | 5 | 11 | 23 | 25 | -2   |
| 8    | Lada Togliatti             | 21  | 24 | 5  | 6 | 13 | 15 | 41 | -26  |
| 9    | Dinamo Kirov               | 9   | 24 | 2  | 3 | 19 | 15 | 52 | -37  |

Promotion en deuxième division
- 1er : promotion

Relégation en quatrième division
- 9e : rétrogradation

Abréviations
- R : Relégué de deuxième division

1. ↑  Le Dinamo Kirov abandonne la compétition à l'issue de la saison en raison d'un manque de financement et décide de rejoindre la quatrième division[5].

### Zone Sud

#### Participants
Légende des couleurs
- Relégué de deuxième division
- Promu de quatrième division

| Club                       | D3 depuis | Classement 2015-2016 |
| -------------------------- | --------- | -------------------- |
| FK Armavir                 | 2016      | 18 (D2)              |
| Afips Afipski              | 2014      | 2                    |
| FK Krasnodar-2             | 2013      | 3                    |
| Tchernomorets Novorossiisk | 2012      | 4                    |
| Angoucht Nazran            | 2014      | 5                    |
| SKA Rostov                 | 2015      | 6                    |
| Machouk-KMV Piatigorsk     | 2009      | 7                    |
| Dinamo Stavropol           | 2015      | 8                    |
| Biolog-Novokoubansk        | 2011      | 10                   |
| Spartak Vladikavkaz        | 2014      | 11                   |
| Droujba Maïkop             | 1999      | 14                   |
| Rotor Volgograd            | 2016      | 1 (D4, Tchernozem)   |
| Tchaïka Pestchanokopskoïe  | 2016      | 1 (D5, Rostov)       |
| Legion-Dinamo Makhatchkala | 2016      | Amateur              |
| Kouban-2 Krasnodar         | 2016      | Fondation            |
| FK Sotchi                  | 2016      | Réinscription        |

#### Classement
| Rang | Équipe                       | Pts | J  | G  | N  | P  | Bp | Bc | Diff |
| ---- | ---------------------------- | --- | -- | -- | -- | -- | -- | -- | ---- |
| 1    | Rotor Volgograd P            | 67  | 30 | 21 | 4  | 5  | 66 | 24 | +42  |
| 2    | Afips Afipski                | 62  | 30 | 19 | 5  | 6  | 42 | 24 | +18  |
| 3    | FK Armavir R                 | 62  | 30 | 18 | 8  | 4  | 44 | 18 | +26  |
| 4    | Tchaïka Pestchanokopskoïe P  | 52  | 30 | 14 | 10 | 6  | 44 | 25 | +19  |
| 5    | Tchernomorets Novorossiisk   | 50  | 30 | 15 | 5  | 10 | 37 | 21 | +16  |
| 6    | FK Krasnodar-2               | 50  | 30 | 15 | 5  | 10 | 47 | 28 | +19  |
| 7    | FK Sotchi P                  | 48  | 30 | 13 | 9  | 8  | 44 | 32 | +12  |
| 8    | SKA Rostov                   | 40  | 30 | 10 | 10 | 10 | 31 | 33 | -2   |
| 9    | Droujba Maïkop               | 38  | 30 | 11 | 5  | 14 | 36 | 45 | -9   |
| 10   | Spartak Vladikavkaz          | 37  | 30 | 10 | 7  | 13 | 26 | 36 | -10  |
| 11   | Biolog-Novokoubansk          | 34  | 30 | 10 | 4  | 16 | 26 | 44 | -18  |
| 12   | Dinamo Stavropol             | 29  | 30 | 8  | 5  | 17 | 23 | 42 | -19  |
| 13   | Angoucht Nazran              | 27  | 30 | 6  | 9  | 15 | 18 | 32 | -14  |
| 14   | Machouk-KMV Piatigorsk       | 26  | 30 | 7  | 5  | 18 | 30 | 54 | -24  |
| 15   | Legion-Dinamo Makhatchkala P | 24  | 30 | 6  | 6  | 18 | 22 | 52 | -30  |
| 16   | Kouban-2 Krasnodar P         | 23  | 30 | 6  | 5  | 19 | 22 | 48 | -26  |

Promotion en deuxième division
- 1er : promotion

Relégation en quatrième division
- 7e : rétrogradé

Abréviations
- R : Relégué de deuxième division
- P : Promu de quatrième division

1. ↑  Le FK Sotchi est dissous à l'issue de la saison[6].